# 林有美
林有美（1831年—1862年），日本圍棋棋手，本名高鹽慶治，一說高鹽桂司，十三歲拜入林家，成為第十二世林門入的門徒。
1856年門入收慶治為養子，並立為跡目，改名有美，五段，同年出賽御城碁。1860年六段，在當時新秀中被認為是可以與本因坊跡目秀策一決高下的人，與秀策的手合為先二（上手對六段應該是先相先，但是當時秀策被公認棋力有九段，所以手合以九段對六段），但是秀策為了取得連勝，刻意避開二子一盤（同樣他也避開安井算知的二子局），1862年去世，與秀策皆被認為是碁界一大損失。

## 外部連結
日本圍棋故事